# スリーピー・ホロウ

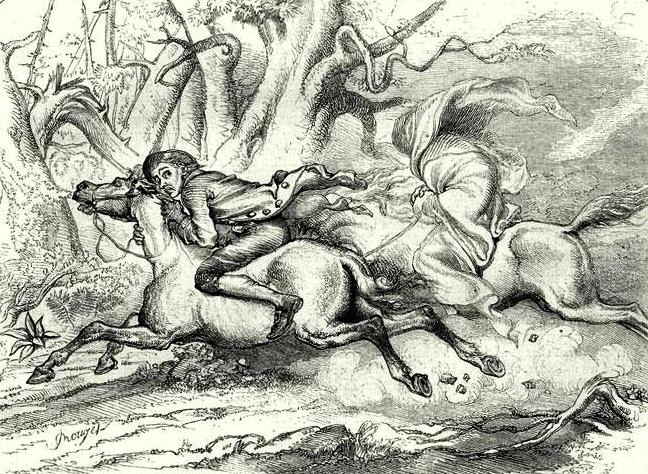
「スリーピー・ホロウの伝説」より首なし騎士に追われる主人公イカボッド・クレーン

スリーピー・ホロウ（Sleepy Hollow）は、アメリカ合衆国のニューヨーク近郊で語り継がれている伝説。小説家ワシントン・アーヴィングが1820年に発表した短篇集『スケッチ・ブック』中の一篇「スリーピー・ホロウの伝説」として小説化されたことで広く知られる。
物語の舞台としては「夢が窪」「眠りの窪」「眠りが窪」「催眠洞」「眠り窪」「眠け窪」とも。

## 概要
キリスト教国のアメリカでは教会の教義（ドグマ）から外れた霊的存在は、保守層から忌避されながらも語り継がれており、その中でスリーピー・ホロウもよく知られている伝説のひとつである。ビッグフットやジャージー・デビル程の明るさはないが、ゴシック・ホラー的な内容で現在でも人気が高い。
谷間に反響する学校のオルガンの音が村人を眠りに誘うことが地名の由来とされ、人に幻想や錯覚の類を引き起こさせる魔術的な伝染性の力がある土地とされる。
基本的な内容として、開拓時代のアメリカに渡って来た残虐なドイツ人騎士がいた。彼は殺されて首を斬られたが、やがて「首なし騎士（Headless Horseman）」として復活し、光る眼を持つ馬に乗ってニューヨーク近郊の森の中で犠牲者を待っている、というものである。スリーピー・ホロウの正確な場所は特定されていないが、ニューヨーク州ウエストチェスター郡が物語の舞台とされている。この付近には同名の地名や建物が数多く存在し、1997年には正式な名称となった村「スリーピー・ホロウ」が誕生した。
この伝説は、同じくアーヴィングの作品である「リップ・ヴァン・ウィンクル」などとともに、特にハロウィーンの時期などにアメリカ人の間で親しまれる物語となった。ただし、「スリーピー・ホロウの伝説」では、首なし騎士は元はアメリカ独立戦争でイギリス軍に参加したヘシアン（ヘッセン大公国出身のドイツ人傭兵）であったという設定になっている。アーヴィングは『スケッチ・ブック』の執筆中に北ヨーロッパへ旅行に向かい、そうした中でスリーピー・ホロウと類似した首なし男の伝説（デュラハン）について取材している。
伝説や上記のアーヴィングの作品を基に幾つもの映画が制作されているが、近年では1999年のティム・バートン監督の同名の作品が有名である。
「スリーピー・ホローの伝説」は『スケッチ・ブック』全体の語り手 Geoffrey Crayon によって Diedrich Knickerbocker の手紙の中で発見された綺談として物語られるという枠物語の体裁をしている。まず千語程の導入で「眠け窪」という土地そのものについて詳細な説明、その後に一万一千語ほどの主部と見なし得る部分で「眠け窪」に学校教師として赴任したイカボット・クレインが、元々は教養人であったにもかかわらず、当地で再三狂態を演ずる様がユーモラスに語られ、最後に物語の来歴が祖述された五百語に満たない後書きが添えられている。
コネティカット州出身で博識だが迷信深いクレインは自身が週一度開く讃美歌の教室で出会った当地の有力者たるバルトス・ヴァン・タッセル（Baltus Van Tassel）の娘カトリナに恋をするが、オランダの略語でいうとブロム・ヴァン・ブラントと呼ばれ、そのあたりの地域では英雄であったエイブラハムも彼女に好意を寄せていた。タッセルが開いたパーティにてクレインは「オランダ系の年老いた主婦方」と幽霊話をやり取りし、ブロムは、馬に乗った兵士（の幽霊）に馬での競争を申し出て相手を打ち負かしたと語る。ブロムを妬かせることに成功したカトリーナに拒絶されヴァン・タッセル家から出たクレインは、ジョン・アンドレが絞首刑になったとされる「眠け窪」で、付近に現れると伝承されている頭部を抱えた首なし騎手に遭遇し「眠け窪」から遁走する。その後クレインは弁護士として名を上げるという後日談が伝えられるが「眠け窪」の人々の間では廃屋となった学校に現れる「幽霊」として伝説化され、恋敵であるブロムはカトリナの夫君に無事収まり、首なし騎手がブロムの策略だったことが明かされる。

## 「スリーピー・ホロウの伝説」の文脈

### ニューヨークの歴史
オランダ植民地時代からイギリス植民地時代を通じてニューヨークの民族的多様性は顕著で、アメリカ独立戦争時にはニューヨーク市に英国軍本部が置かれ、独立戦争の戦闘のうち約1/3が集中し、戦争後市の人口がおよそ半分に減ったというニューヨークには、戦闘にまつわる伝説も必然的に多くなり、戦争時にドイツから傭兵されたヘッセン人兵士など戦争と関わりある幽霊話が好んで交わされていたことが首無し騎士の話の下地となり、
また首無し騎士の襲撃に関しては、オランダ植民地からイギリス植民地への移行と重なって植民地で最初の競馬場がニューヨークのロング・アイランドに建設されたのに対しニューイングランドでは17世紀の清教徒が、競馬を含む賭け事を非合法化したことが、ブロムが乗馬の名手でありイカボッドが未熟な騎手であることに反映されている。

### 情報源
「スリーピー・ホロウの伝説」は、ドイツ民話を元にアメリカ風に置き換えたゴシック短編と言われる。
ドイツの伝説には馬に乗り頭を脇に抱えた森番ハンス・ヤーゲントイフェルや、悪魔から黄金の太刀を手に入れた頭のない騎手の伝説が語られ、
ヘンリー・ポッチマンの「『スケッチ・ブック』におけるアーヴィングのドイツ的資材」における原文解明批評で「リップ・ヴァン・ウィンクル」がオトマーの『民話集』に収められたペーター・クラウスの話に依拠しているように、「スリーピー・ホロウの伝説」はG・A・ビュルガーの『幽鬼の首領』とヨハン・カール・アウグスト・ムゼーウスが集成した『ドイツ民間童話』に含まれた「デューベザール伝説」にその資材を得たとされている。

### 分類とジャンル
ドイツの伝説に多くを負って民間伝承におけるステレオタイプを使い、スリーピー・ホロウという架空の村を舞台とすることから、虚構性の強いゴシック・ロマンスといえる。
有名な首なし騎手からの逃避行はクレインが恋敵でもあった乱暴者ブロム（Brom）を誤って思い込んだものであることがタッセルの館から帰宅する途中でクレインが不気味なものと捉えた諸物が実際は何ともない自然の現象や事物であることを地の分が明瞭に語っていることと、首なし騎手がクレインに向って投げつけた物体をクレインは「頭」と思ったが、カボチャであることが後日判明したことで、首なし騎手の描写は実際はクレインの妄想だと示されている。

## テーマと教訓

### 「ヤンキー」としてのイカボッド
ダニエル・ホフマンは、主人公イカボッド・クレイン（Ichabod Crane）が、民間伝承にみられる、「ヤンキー」（“Yankee”、ニューイングランド地方の人間を指す）を体現し、恋敵であるブロム・ボーンズ（Brom Bones）は「奥地人」（Backwoodsman）を体現しており、両者の対決は、「ヤンキー」対「奥地人」という、民間伝承上の「地方的人物」（regionalcharacters）の対決を再現しているとていると指摘している。
イカボッドはコネティカット州出身で、「鞭を惜しむと子供を駄目にする」という格言を心に留めている清教徒的な学校教師で「心の開拓者」としてもやってきた啓蒙されていた（enlightened）人物と表現することができ、博識でもって近傍の女性より尊敬され、後々弁護士として名を上げるほどに高度な知性の持ち主だった。
“Crane”（鶴）という名前の通りの体型、「長身だが、著しく痩せて」いて、「なで肩」で「長い腕と脚、手」を持っているのに加え、如才なさ・多芸さ・柔軟性・耐久性・貪欲さなど、性格面でも民間伝承のヤンキーと一致している。

### 伝統と変化
ドナルド・リンジは、イカボッドをニューイングランド人（ヤンキー）とするホフマンの解釈を批判的に発展させ、ブロムを一般的な「奥地人」ではなく、「ニューヨーク」を体現する人物とし、イカボッドとブロムの対決を移動や変化、改善を常に求める「ニューイングランド」に対し、秩序や伝統、安定した社会を求める「ニューヨーク」の対立と再解釈し、イカボッドに対しブロムが勝利するという展開は、ニューヨーク出身であるアーヴィングの願望であり、ニューイングランド気質へのアーヴィングの批判が込められていると指摘している。

### 迷信と現実
「ヤンキー気質」のイカボッドはニューイングランドの古い清教徒の迷信や、馬に乗った首なし兵士その他の幽霊話を一心に信じ込むのに対し、幻を見るような雰囲気が伝染するという「スリーピー・ホロウ」のヨーカーたちは、仲間と一緒のときには幽霊話を好んで交わしているものの、馬鹿にして嘘の話をでっちあげたり、コットン・マザーの魔術史やニューイングランド暦、夢想や運勢判断に関する本などまったく役に立たないと考え、すべて燃やすなど現実的で実際的な性格をしている。このことからヨーカーたちが幽霊話をするのはお互いの関係を温めるため、話が真実か嘘かなどどうでもよく、お互いに楽しむことが目的だと考えられ、作品の最後にある「追記」において物語に教訓や真実を求める、真面目なヤンキーに対し、ヨーカーの語り手語り手は、「その点に関しては、あたし自身、話の半分も信じちゃおりませんよ」と切り返していることからもこれが裏付けられる。
元来高い知性を持っていても、隔絶された土地で外的刺激を受けないと思い込みを肥大させるというポスト・トゥルースやオルタナティブ・ファクトへの注意と受け取ることも不可能ではない。